# Lafia
Lafia é uma cidade e área de governo local da Nigéria situada no estado de Nassaraua. Possui área de 2 756 quilômetros quadrados e segundo censo de 2006 havia 330 712 habitantes.